# Emile Renders
Emile Leon Renders (Diksmuide, 18 januari 1872 - Brugge, 7 april 1956) was een Belgisch kunstverzamelaar en -criticus, alsook tekenaar.

## Levensloop
Renders werd geboren als Émile-Léon Houvenaeghel, zoon van Pierre Houvenaeghel (1833-1876) en van Maria-Clementina Van Dycke (1833-1891). Geadopteerd door de Brugse kunstschilder en antiekhandelaar August-Adolf Renders (1830-1900) en zijn vrouw Prudence Van Dycke (1833-1904), kreeg hij de naam Houvenaeghel-Renders, die hij in 1907 verkortte tot Renders. Hij trouwde met Julienne Sylvie D'Hoore (1875-1956) en ze kregen drie kinderen.
Beroepshalve was Renders op een niet nader omschreven manier actief in het bankwezen. Toen hij vijfentwintig was, stichtte hij samen met wisselagent A. Van der Donckt in november 1899 een dagblad La Finance des Flandres. Het was geen succes en verdween na enkele weken. In de Provinciale Wegwijzer staan zijn adoptieouders tot 1900 vermeld in de rubriek 'grondeigenaars en renteniers'. Hijzelf wordt er vanaf 1906 vermeld als 'rentenier' in de rubriek 'Lijst der voornaamste inwoners'. In 1926 was hij administrateur van de Mines de wolfram de Balborraz en de Mines de plomb argentifère de la Sierra de Carthagène, twee Belgische vennootschappen die mijnen in Spanje exploiteerden. Hij was toen ook commissaire van de Fours à coke de Selzaete.
In zijn jonge jaren was hij politiek actief binnen de Brugse Liberale associatie. Hij werd voorzitter van de Liberale Jonge Wacht en behoorde tot de eerder progressieve vleugel van de partij, die aansluiting had met het volkse Van Gheluwe's Genootschap. Hij was het die Georges Marquet overtuigde om zich in de Brugse liberale politiek te mengen en enerzijds de liberale partij te steunen en anderzijds ook aan priester Florimond Fonteyne steun te verlenen. Dankzij die steun kwam een kartellijst tot stand en werd Fonteyne in 1912 tot volksvertegenwoordiger verkozen.
Renders stelde zich kandidaat op de liberale lijst voor de gemeenteraadsverkiezingen van 1911 en deed grote inspanningen om de kiezers te overtuigen hem hun voorkeurstem te geven. Het werd een fiasco: hij kreeg een belachelijk klein aantal stemmen, terwijl vier kandidaten van de 'conservatieve' vleugel verkozen werden. Binnen de Association libérale werd dan ook het ogenblik goed bevonden om hem te beschuldigen van desorganisatie van de partij en hem met uitsluiting te bestraffen. In tegenstelling haalde Renders succes bij de verkiezing voor het bestuur van het Van Gheluwe's Genootschap. Hij kreeg 447 stemmen op zijn naam, daar waar de kopman van de anti-Marquetgroep, Jules Boedt er slechts 174 kreeg.
Tijdens de Eerste Wereldoorlog behoorde hij, niet zonder enig risico, tot de hevige tegenstanders van de activisten, hoewel dit toch eerder beperkt bleef tot het orakelen in de Brugse cafés op de Markt.

## Vlaamse Primitieven

Jef Van der Veken restaureert een Massijs van de Renders collectie.

Op middelbare leeftijd gekomen, begon hij zich te ontpoppen als kunstkenner en legde hij een kunstverzameling aan. Hij ging op zoek naar schilderijen die als Vlaamse Primitief konden doorgaan en legde op enkele jaren tijd een ruime verzameling hiervan aan. Hij slaagde erin enkele voorname authentieke werken te kopen, maar veel van de werken waren zwaar beschadigde panelen, met echt of gekopieerd schilderwerk. Hij knoopte vriendschap aan met de restaurateur Jef Van der Veken (1872-1964), die ze voor hem grondig restaureerde, soms zelfs volledig nieuw schilderde. Renders ging weldra door - terecht of onterecht - als de belangrijkste collectioneur van Vlaamse Primitieven.  Zijn collectie omvatte werken van Hans Memling, Rogier Van der Weyden, Jan Provoost, Joachim Patinir, Jan Gossaert genaamd Mabuse. Zijn woning in de Ontvangersstraat werd een voor de kenners te bezoeken museum.
Zijn collectie verwierf bekendheid en in 1927 werd ze gepresenteerd op de tentoonstelling Flemish and Belgian Art, 1300-1900, in het London Burlington House, een privékunstclub. De gewaardeerde en bekende hoogleraar Georges Hulin de Loo schreef de inleiding in de catalogus gewijd aan de Renderscollectie en voor elk werk schreef Édouard Michel (1873-1953) een notitie. Dit deed ernstig aan, hoewel Friedrich Winkler (1888–1965), de directeur van de Berlin Zentralbibliothek ernstige twijfels uitsprak over de authenticiteit van minstens een dozijn van de werken.
Dit belette niet dat Renders zich voortaan opwierp als een bijzondere kenner van de Primitieven en zich sterk maakte om aan enkele onopgeloste vragen rond belangrijke schilders een antwoord te geven. In een artikel dat verscheen in The Burlington Magazine for Connoisseurs, identificeerde hij de Meester van Flémalle als zijnde Rogier van der Weyden. Hiermee ging hij in tegen de gangbare zienswijze dat van der Weyden een leerling was van de Meester van Flémalle. Hij ging hierop verder in, in het tweedelig boek dat hij hierover publiceerde, voorhoudend dat wat als werk van de Meester van Flémalle doorging, in werkelijkheid het jeugdwerk van Van der Weyden was. Wie het met hem niet eens was, mocht zich aan scherpe aanvallen verwachten, want Renders duldde moeilijk tegenspraak. Zijn theorie werd bijgetreden door Max Friedländer en door Jacques Lavalleye, maar afgewezen door onder meer Jules Destrée, Hulin de Loo, Friedrich Winkler en Erwin Panofsky.
Hij opende nog een ander debat, door Hubert van Eyck, broer van Jan van Eyck, af te voeren als een legendarisch figuur. De toevoeging van Huberts naam op de polyptiek met het Lam Gods in Gent, was volgens hem apocrief. Hij ging hier nog verder op in, in het boek dat hij aan Jan van Eyck wijdde. Er ontstond opnieuw hevige polemiek, met voorstanders van de Rendersthesis, zoals opnieuw Friedländer en Maurice Brockwell, en tegenstanders zoals Hermann Beenken en opnieuw Winkler.

## Verkoop aan Goering
Tegen het einde van de jaren dertig dacht Renders er aan zijn verzameling te verkopen. Hij liet dit in de wereld van kunstverzamelaars en musea weten. Nadat de Tweede Wereldoorlog was uitgebroken, kwam hij in contact met een vertegenwoordiger van rijksmaarschalk Hermann Goering (1893-1946). Na stevige onderhandelingen verkocht hij hem twintig van zijn panelen. 
Toen er na de oorlog tien van werden teruggevonden en de Belgische Staat ze zich toe-eigende als oorlogsbuit, eiste Renders ze terug. Hij had ze onder druk moeten verkopen, zo stelde hij en trok met zijn claim naar de rechtbank. De Belgische Staat kon echter aantonen dat hij was betaald, zelfs goed betaald (men had het over 11 miljoen fr. betaald in goudstaven) en de eis werd afgewezen.
De discussie over het al dan niet bestaan van Hubert van Eyck hernam. In 1945 verdedigde Jozef Duverger het bestaan van Hubert, op basis van zijn vermelding op een grafsteen en op het Lam Gods.
Renders antwoordde nog een laatste keer, maar zijn 'opgeloste problemen' wekten nog weinig belangstelling.
Na zijn overlijden schreef rijksarchivaris Jos De Smet een lovend in memoriam en schreef hem als een van zijn grootste verdiensten toe dat hij de vergelijkende methode had ingevoerd op basis van techniche elementen, bij het bestuderen van oude schilderijen.

## Vals

De Braque-triptiek met rechts de authentieke Magdalena

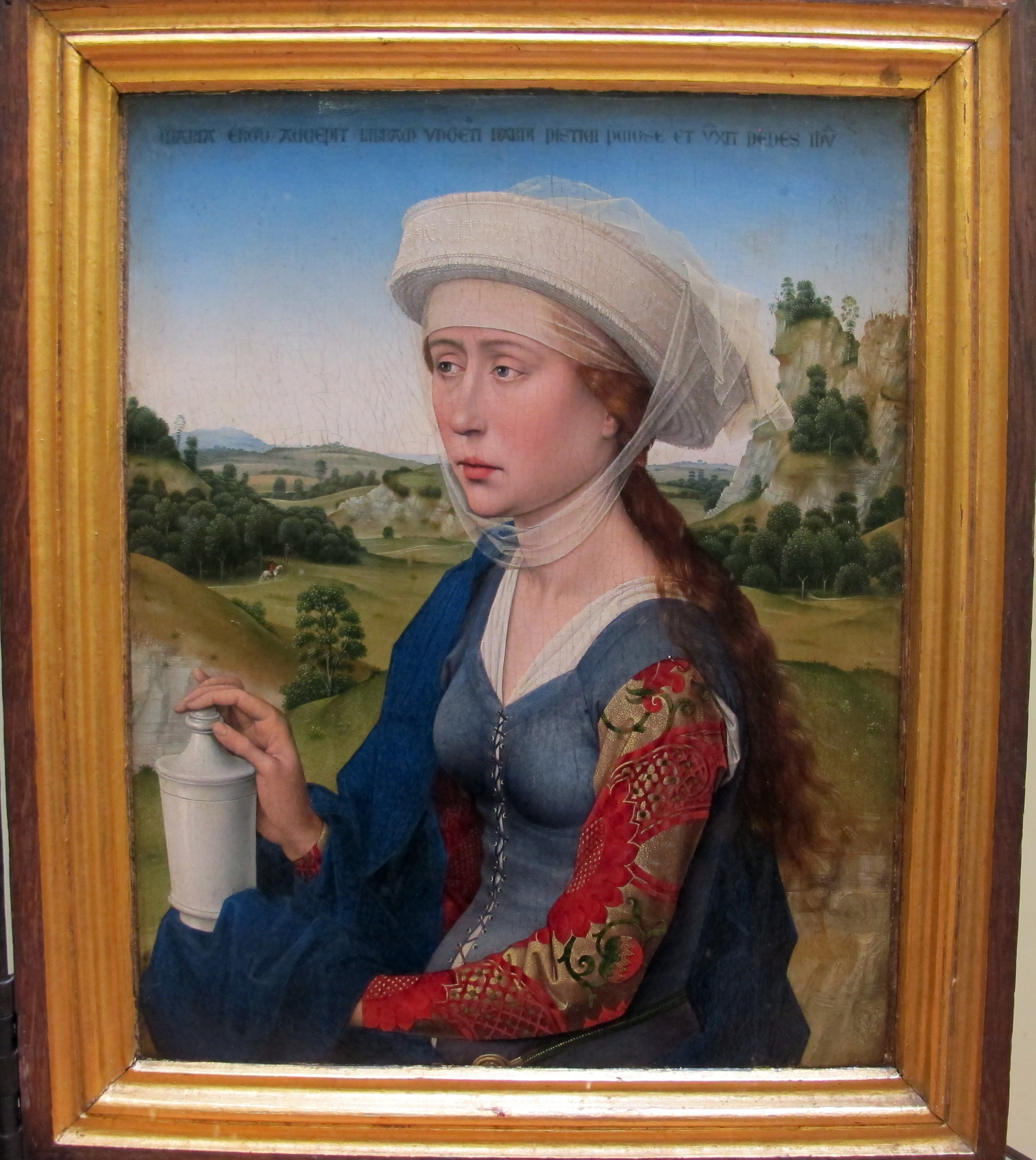
De authentieke Magdalena

Wat tegen het einde van de twintigste en het begin van de eenentwintigste eeuw wél volop belangstelling genoot was de rol die Renders in zijn tijd heeft gespeeld als verzamelaar en 'behandelaar' van oude schilderijen, en hoe zijn relatie met Jozef Van der Veken hierbij een belangrijke rol speelde. De discussie kwam op gang naar aanleiding van studies over twee van de schilderijen die tot zijn collectie hadden behoord en die, decennia na de oorlog, werden onderzocht. Het ging om de zogenaamde 'Madeleine Renders' en de zogenaamde 'Madonna Renders'.
De Madeleine Renders was een kopie van het rechterpaneel van de Braque-triptiek door Rogier van der Weyden, dat Maria Magdalena voorstelde en waarvan het origineel in het Louvre hangt. In de catalogus van de tentoonstelling van 1927 werd de kopie toegeschreven aan Hans Memling. Het paneel was, met andere van de aan Goering verkochte werken, tegen het einde van de oorlog naar Spanje overgebracht door Alois Miedl (1903-1990), een agent van Goering, die ze na diens dood voor eigen rekening verkocht. In 1966 had hij dit paneel verkocht aan een Zweedse verzamelaar. Toen die overleed, wilden de erfgenamen graag een deskundig oordeel hebben over de waarde en zonden het paneel in 2004 naar het Koninklijk Instituut voor het Kunstpatrimonium in Brussel. Daar kwam men tot de vaststelling dat het ging om een volledig nieuw geschilderd werk van Van der Veken, op een oud paneel. De eigenaars kregen het werk niet meer terug.

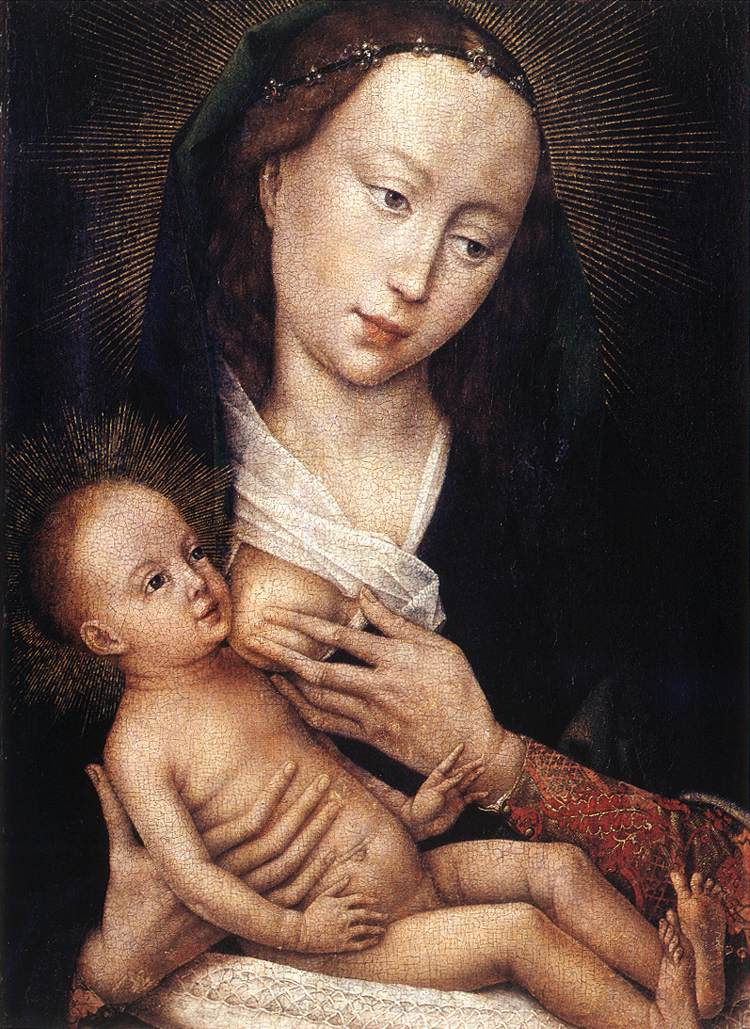
Madonna van Van der Weyden in Doornik, grondig hersteld door Van der Veken

De tweede discussie betrof de Madonna Renders die aan Renders had toebehoord en zich nu in het Museum voor Schone Kunsten van Doornik bevindt onder de vermelding 'School van Rogier van der Weyden'. Het werd op zijn authenticiteit onderzocht door het laboratorium voor onderzoek van kunstwerken van de Université Catholique de Louvain en ook hier bleek een forse ingreep door Van der Veken te hebben plaatsgevonden.
In 1992 kwam nog een ander schilderij aan de oppervlakte uit de Renderscollectie, een 15de-eeuwse Man van Smarten eigendom van het Metropolitan Museum in New York, gift van een van zijn weldoeners. Het was er opgeborgen in de reserves, nadat de deskundigen van het Courtauld Institute of Art het in 1974 als een vervalsing hadden beoordeeld.
Zowel Van der Veken (als uitvoerder) en Renders (als opdrachtgever) kwamen nu tevoorschijn als aanzienlijke vervalsers. Voortaan werden alle werken die tot de collectie Renders hadden behoord, en waarvan vele hangen in Belgische en buitenlandse grote musea, met wantrouwen bekeken.

## Tekenaar
Renders was zelf ook kunstenaar, met name een niet onbehoorlijk tekenaar, vooral van humoristische tekeningen met volkstypes en volkse taferelen die hij in Brugge aan het papier toevertrouwde. Een klein aantal hiervan werd gepubliceerd.

## Publicaties
- Lettre ouverte à Frans Retsin, rédacteur en chef du Journal de Bruges, Brugge, 1907.
- The Riddle of the Maître de Flémalle, in: The Burlington Magazine for Connoisseurs 54, no 315, juni 1929.
- La solution du problème Van der Weyden-Flémalle-Campin, 2 vols, Brugge, Beyaert, 1931.
- Hubert van Eyck, personnage de légende, Parijs-Brussel, G. van Oest, 1933.
- Jean van Eyck, son œuvre, son style, son évolution et la légende d’un frère peintre, Brugge, C. Beyaert, 1935.
- Lettre ouverte à Jules Destrée, une manoeuvre régionaliste en marge de l'exposition "Cinq siècles d'art", 1935
- The Renders Collection: 20 Primitives Acquired under Duress by Goering, Brussel, 1945.
- Jean van Eyck et le polyptique. Deux problèmes résolus, Brussel, 3 volumes, Librairie générale, 1950.
- Dessins: scenes populaires du Vieux Bruges, Brugge, Desclée de Brouwer, 1956.
- Brugse volkstypen, ingeleid door Jos Dochy, Brugge, 1956.